# Francis J. Parater

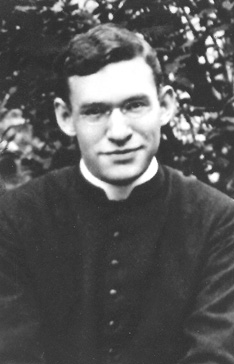
Francis J. Parater ok. 1917 r.

Francis J. Parater (ur. 10 października 1897, zm. 7 lutego 1920) – Sługa Boży Kościoła katolickiego.

## Życiorys
Francis J. Parater urodził się 10 października 1897 roku bardzo religijnej rodzinie. Jego rodzicami byli Franciszek Józef Parater i Mary Raymond. Został wysłany na studia teologiczne do Rzymu, gdzie zachorował na gorączkę reumatyczną. Zmarł w opinii świętości. Obecnie trwa jego proces beatyfikacyjny.